# TalesRunner RUSH&DASH for kakao
《TalesRunner RUSH&DASH》（简称“TRRnD”）是由韓國開發，AfreecaTV發行的3D競速手機遊戲，本遊戲是《新衝天跑》在手機上的移植作品。
本遊戲以3D競賽方式作為特色，適用於iOS及Android平台。
於2012年，遊戲營運商AfreecaTV以70億韓元收購了遊戲開發商Rhaon20%股份，並宣佈將在不同平台上推出《新衝天跑》，《TalesRunner RUSH&DASH》是有關品牌在電腦平台以外營運的作品。
本遊戲加盟韓國智能手機應用程式KakaoTalk，為免費遊戲。
官方不收取玩家費用，但玩家可購買此遊戲的收費產品。